# Zlil Sela

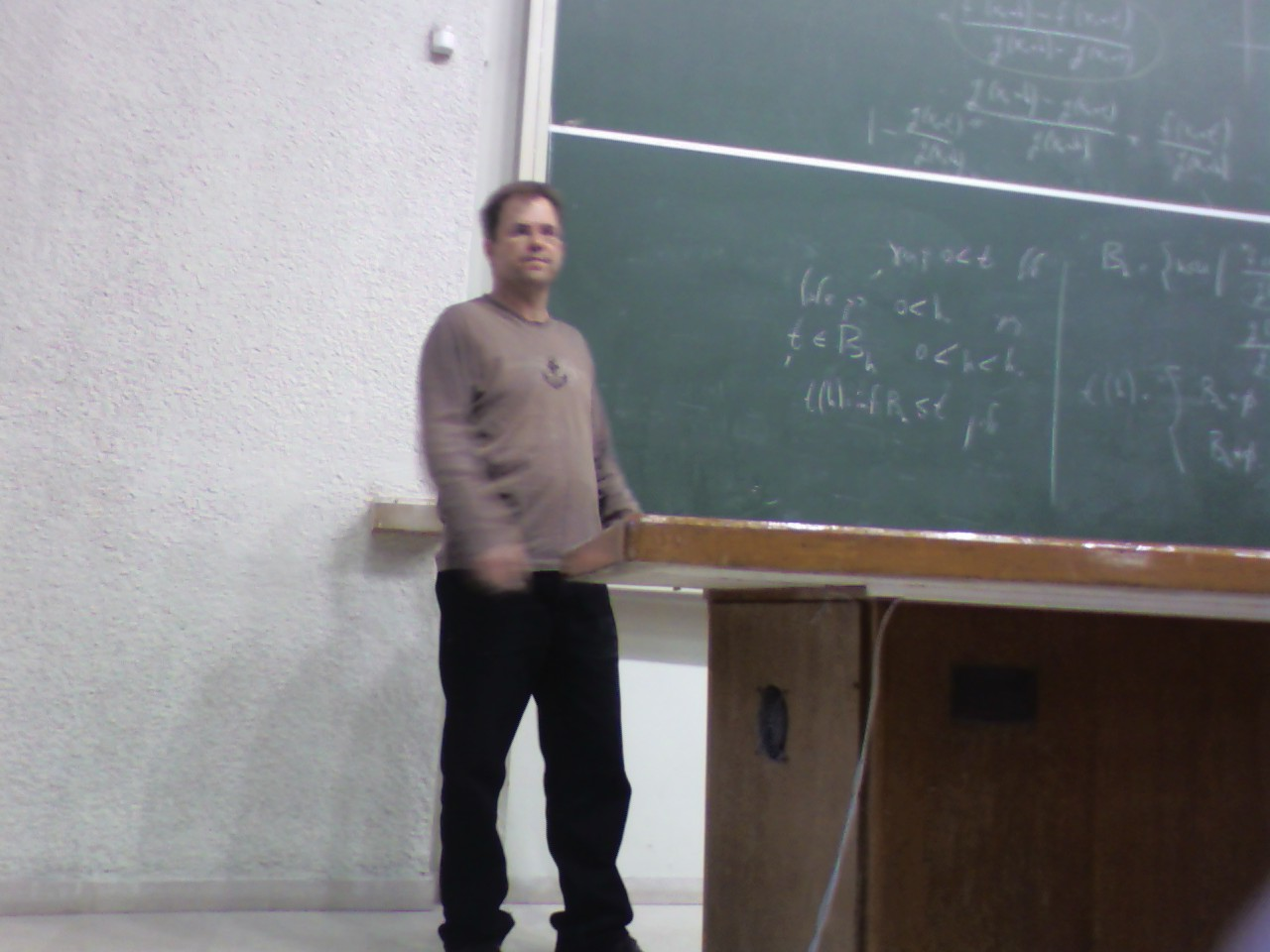
Zlil Sela (2010)

Zlil Sela (hebräisch צליל סלע; * 3. Mai 1962) ist ein israelischer Gruppentheoretiker, der sich mit geometrischer Gruppentheorie (hyperbolische Gruppen, elementare Theorie freier Gruppen) und Modelltheorie sowie deren Verbindungen beschäftigt.
Sela promovierte 1991 an der Hebrew University bei Eliyahu Rips. Er war (als Sloan Research Fellow) Associate Professor an der Columbia University. Zurzeit ist er Professor am Albert Einstein Institut für Mathematik der Hebrew University.
Mit seinem Lehrer Rips löste er in den 1990er Jahren das Isomorphismus-Problem für torsionsfreie hyperbolische Gruppen. Dabei führte er mit Rips die JSJ-Zerlegung dieser Gruppen ein (über die Fundamentalgruppe eines Graphen der Gruppe), später von beiden erweitert auf endlich präsentierte torsionsfreie Gruppen.
Mit Rips bewies er mit denselben Techniken die algorithmische Lösbarkeit eines endlichen Systems von Gleichungen in torsionsfreien hyperbolischen Gruppen.
Anfang der 2000er Jahre löste er das Tarski-Problem (1945), indem er zeigte, dass zwei endlich erzeugte nichtabelsche freie Gruppen dieselbe Theorie erster Ordnung haben („elementar äquivalent“ im Sinn der Modelltheorie). Für den Rest der Vermutung (Entscheidbarkeit der Theorie) publizierten Olga Kharlampovich und Alexei Myasnikov 2006 einen Beweis, den Sela aber für fehlerhaft hält.
2008 erhielt er für seine Arbeiten den Karp-Preis, speziell für seine Lösung des Isomorphismus-Problems und des Tarski-Problems.
2003 erhielt er den Erdős-Preis der israelischen mathematischen Gesellschaft. 2005 hielt er die Tarski Lectures in Berkeley. Er war 2002 Invited Speaker auf dem ICM in Peking (Diophantine geometry over groups and the elementary theory of free and hyperbolic groups).